# Agua de Dios
Agua de Dios és un municipi de Cundinamarca (Colòmbia), situat a la província de l'Alto Magdalena, a 114 km de Bogotà. Limita per l'oest amb Girardot; pel nord amb Tocaima; i pel sud amb Ricaurte i Nilo.
La fundació d'Agua de Dios es deu a les polítiques d'aïllament per a les persones afectades per la malaltia de la lepra, que daten del segle xvii. Un grup de malalts de lepra van ser bandejats pels habitants de la població de Tocaima, per la por a ser contagiats, veient-se els malalts obligats a ocupar els terrenys que l'Estat colombià havia comprat, l'any de 1867, i que eren propietat d'expresident dels Estats Units de Colòmbia, Manuel Murillo Toro. Aquests terreny van ser destinats com llatzeret, i la fundació es va efectuar el 10 d'agost de 1870.